# Locquénolé
Locquénolé (bret. Lokenole) – miejscowość i gmina we Francji, w regionie Bretania, w departamencie Finistère.
Według danych na rok 1990 gminę zamieszkiwało 726 osób, a gęstość zaludnienia wynosiła 854 osoby/km² (wśród 1269 gmin Bretanii Locquénolé plasuje się na 707. miejscu pod względem liczby ludności, natomiast pod względem powierzchni na miejscu 1106.).